# Vieux-Château
Vieux-Château is een gemeente in het Franse departement Côte-d'Or in de regio Bourgogne-Franche-Comté en telt 100 inwoners (2009). De plaats maakt deel uit van het arrondissement Montbard.

## Geografie
De oppervlakte van Vieux-Château bedraagt 6,6 km², de bevolkingsdichtheid is dus 15,2 inwoners per km².
De onderstaande kaart toont de ligging van Vieux-Château met de belangrijkste infrastructuur en aangrenzende gemeenten.

## Demografie
Onderstaande figuur toont het verloop van het inwonertal (bron: INSEE-tellingen).